# 钢铁路街道 (呼和浩特市)
钢铁路街道，是中华人民共和国内蒙古自治区呼和浩特市回民区下辖的一个乡镇级行政单位。

## 行政区划
钢铁路街道下辖以下地区：
咱家社区、阿拉善北路社区、未来城社区、新华园社区、特弘社区、西机务段社区、孔家营社区和电厂西路社区。